# Nomy
Патрик Марквардт (англ. Patrick Marquardt, швед. Patrick Marquardt) — шведский музыкант, создатель и единственный член группы Nomy. Родился 15 декабря 1979 года в городе Ульрисехамн. Номи приобрел большую популярность благодаря своим видео на YouTube.

## Карьера
Nomy — группа, состоящая из одного человека.  Сам Патрик поёт и играет на гитаре, а остальное уже пишет в программе FL Studio. Таким образом, артист получает максимальную независимость в процессе работы. Численность его аудитории растёт с каждым днём.
Согласно его собственным словам, Патрик желает создавать музыку, которую люди хотели бы слушать.
Патрик не имеет контрактов с лейблами. Музыку он распространяет самостоятельно.
Патрик гражданин Швеции с хорвато-немецкими корнями; родился и вырос в Швеции, в Ульрисехамне, но сейчас он живёт в Йенчепинге. На заре его творческой карьеры Nomy начинал с techno/trance/chipmod жанров и объединил их вместе в программе FastTracker 2. Затем все чаще и чаще Nomy использовал свой голос как инструмент и начал через некоторое время создавать музыку, вдохновляясь творчеством Bad Religion, Lag Wagon, Dia Psalma и NoFx, а также некоторыми агрессивными жанрами, такими как Fear Factory и Guano Apes. В самом начале Nomy также играл в группе, но достиг большего, работая индивидуально.
Сегодня Патрик ищет вдохновение в творчестве таких коллективов как HIM, In Flames, Danko Jones и в жизни в целом.
Много лет назад у Nomy уже появились верные фанаты и «Cocaine» с самого начала звучал на сотовом у каждого второго шведа, а музыка Nomy все продолжает завоевывать поклонников. Веб-сайты, такие как Spotify, Allears, Youtube заложили фундамент успеха Nomy. Вместе с другими композициями в десятке лучших мировых хитов по версии Spotify — это и есть ясная картина того, что ждёт современное поколение, если говорить о музыке.
Nomy имеет более 750000 прослушиваний в месяц на Spotify. Примерно такое же количество слушателей в туре имеют такие исполнители, как Оскар Линнрос, Карола и Пол Уэллер. В настоящее время его самая популярная песня «Cocaine» имеет почти 70 миллионов прослушиваний.
Несмотря на то, что он никогда не играет вживую, он построил цифровую карьеру из своей квартиры, которая приносит ему большие успехи.
Альбом Nomy Song Or Suicide достиг 10 места в мировом списке альбомов на Spotify.
В 2015 Nomy был награжден двумя двойными платиновыми дисками, восемью золотыми дисками а также платиновым диском.
Nomy был номинирован на премию Грэмми 2011 года.
Так же у Nomy имеются песни записанные с другими людьми, такими как Dlay, Frida, Aleksander Tidebrink, Gia.

## Стиль музыки
Все песни Патрика основаны на его чувствах, опыте, представлениях об окружающем мире и его обитателях. Это объясняет, почему его творчество столь многогранно. Оно варьируется от жанра легких баллад до хард-рока. Словом, Nomy не следует общим стандартам, напротив, собственные мысли и чувства – вот движущая сила, создающая особый “Nomy’s sound”.

## Личная жизнь
Женат на Карин Марквардт.
15 мая 2017 года, Патрик подтвердил на своей официальной странице Instagram, что он и его супруга станут родителями уже в октябре того же года. Патрик выложил фотографию жены с округлившимся животом с подписью "Настолько счастлив стать отцом в октябре, не могу больше ждать, хочу увидеть его. Еще двое и у нас получится настоящая рок-группа".

## Дискография
- 2003 - My Darkest Hour
- 2006 - Clownen Ler Inte
- 2007 - Atonic Atrocity
- 2008 - Song Or Suicide
- 2009 - Welcome to My Freakshow
- 2010 - Disconnected
- 2011 - By The Edge Of God
- 2011 - Cocaine and Heroes
- 2012 - Verity, Denial and Remorse
- 2013 - Free Fall
- 2014 - Psychopath
- 2014 - The Full Story of Diane
- 2016 - Be Your Own God
- 2018 - Society Falls
- 2019 - The Cult
- 2022 - Kill Us All
- 2023 - Break Me